# Лондонський міст (Лейк-Гавасу-Сіті)
Лондонський міст — міст у Лейк-Гавасу-Сіті, Аризона. Він був побудований в 1830-х роках і раніше був перекинутий через Темзу в Лондоні, Англія. Він був розібраний в 1967 році і переїхав до Аризони. Міст в Аризоні є залізобетонна споруда, оброблене оригінальної кладкою моста 1830-х років, який був куплений Робертом П. Маккаллохом у міста Лондон. Зовнішні гранітні блоки оригінального моста були пронумеровані Маккаллохом і перевезені в Америку, щоб побудувати існуючий міст в Лейк-Гавасу-Сіті, планованому місті, який він створив в 1964 році на березі озера Гавасу. Міст був завершений в 1971 році (разом з каналом), і з'єднує острів на річці Колорадо з основною частиною Лейк-Хавасу-Сіті.

## Історія
Лондонський міст 1831 року було останнім проектом інженера Джона Ренні і був завершений його сином Джоном Ренні Молодшим. До 1962 року міст вже не був достатньо міцним, щоб витримати зросле навантаження сучасного транспорту, і він був проданий Лондонським Сіті.
Покупець, Роберт П. Маккаллох, голова нафтової корпорації «Маккаллох», був засновником Лейк-Хавасу-Сіті, його нерухомості на пенсії на східному березі озера Хавасу, великого водосховища на річці Колорадо. Маккаллох купив міст в якості туристичної пам'ятки озера Хавасу, яке було тоді далеко від звичайного туристичного маршруту. Ідея була успішною, залучаючи зацікавлених туристів і покупців будинків відпочинку в цей район.
Ходили чутки, що міст купили, переплутавши його з більш впізнаваним лондонським Тауерським мостом, але це було гаряче спростовано самим Маккаллохом і Іваном Лукиним, який продавав міст.

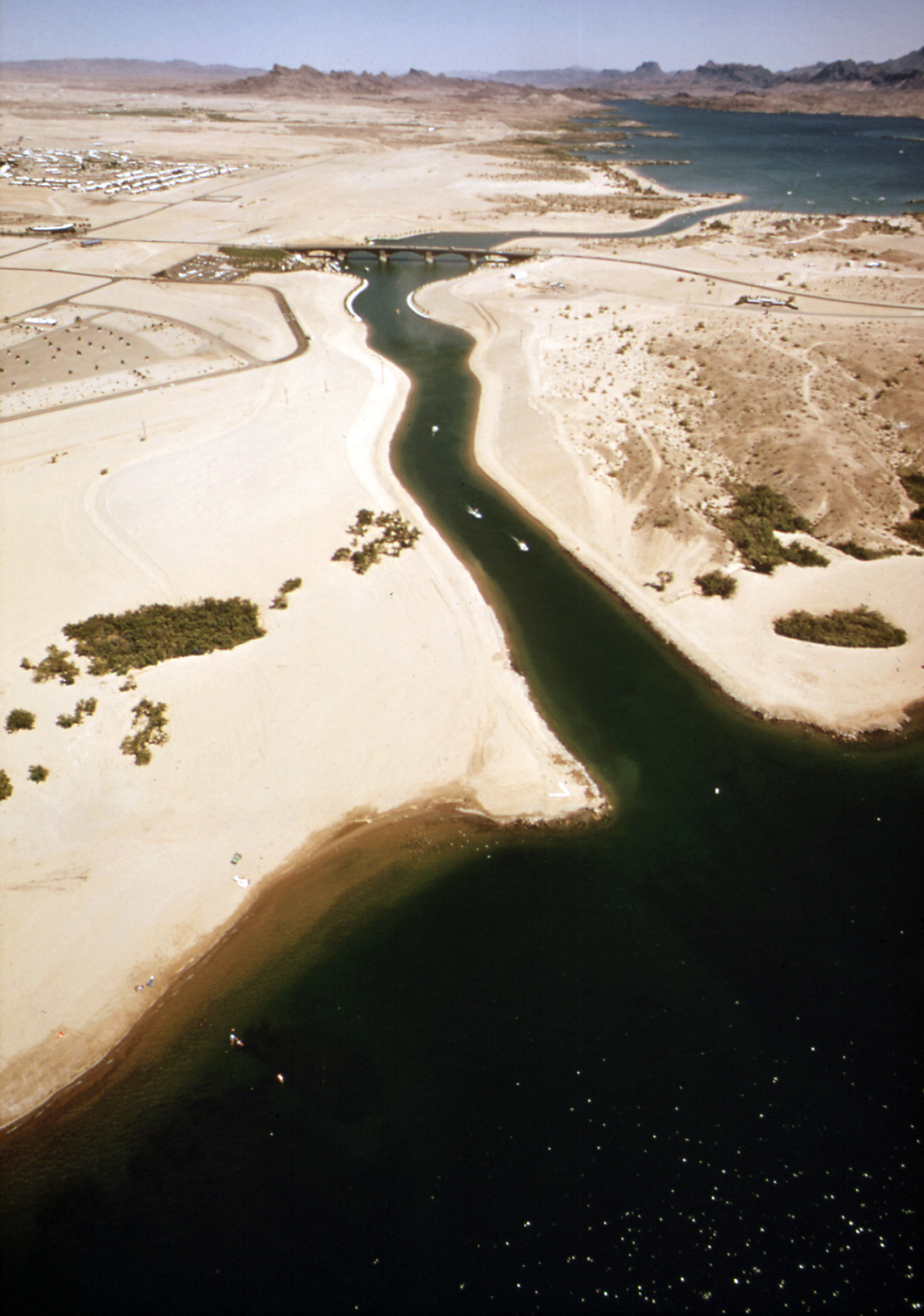
Лондонський міст у 1972 році, показуючи канал

Спочатку пустельне озеро Хавасу було передано штату Аризона федеральним урядом США. Федеральна власність була покинутій військовій злітно-посадковою смугою. Маккаллох уклав угоду з урядом штату і отримав власність безкоштовно, пообіцявши освоїти землю. Але агенти з нерухомості не могли залучити потенційних покупців, тому що земля була далеко від населених пунктів і мала дуже жаркий, сухий клімат. Агент з нерухомості Маккаллох, Роберт Пламер, дізнався, що «Лондонський міст» продається, і переконав Маккаллох купити його і привезти в цей район, щоб залучити потенційних покупців землі. Початковий відповідь Маккаллох був: «Це сама божевільна ідея, яку я коли-небудь чув», але після розгляду він вирішив зробити це і купив міст за 2,46 млн доларів (1,78 млн фунтів). Потім Пламер домовився з компанією по доставці вантажів, яка збиралася відправляти недавно побудоване судно з Великої Британії в Сполучені Штати без вантажу. Пламер сказав, що вони будуть платити за все експлуатаційні витрати на суду, які були набагато менше, ніж вартість доставки. Облицювальні камені моста були розібрані, і кожен був пронумерований. Після того, як міст був демонтований, його перевезли в кар'єр Меррівейл, де були зрізані багато з вихідних каменів. Міст по частинах прибув в порт Лонг-Біч, штат Каліфорнія, і був перевезений по суші в місто Лейк-Хавасу, де в 1968 році почалася збірка. 23 вересня 1968 року сер Гілберт Інглфілд, лорд-мер Лондона, передав камінь підстави.

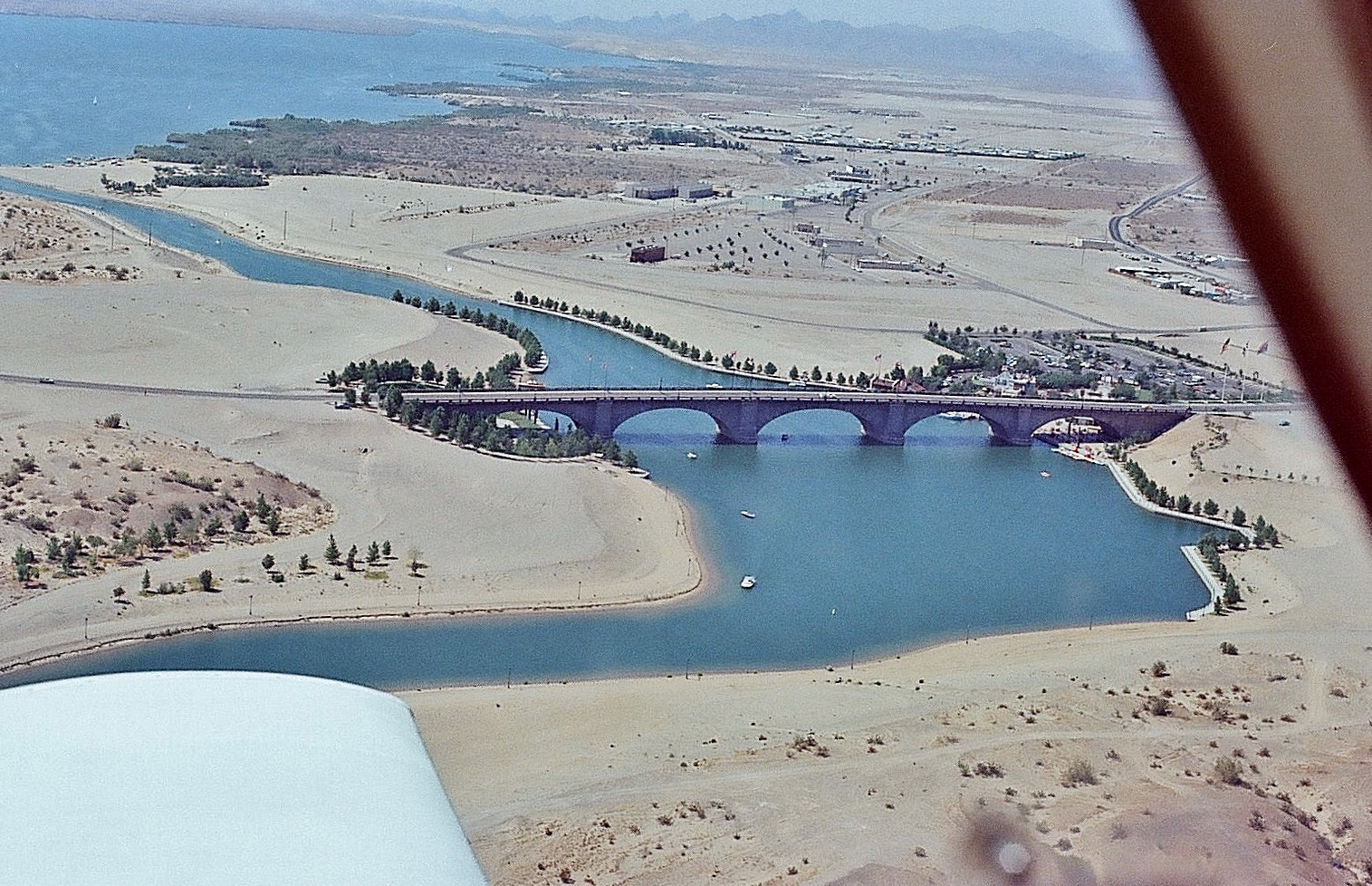
Лондонський міст у 1973 році

Первісна кам'яна кладка була використана для облицювання нової бетонної конструкції. Реконструкція зайняла трохи більше трьох років і була завершена в кінці 1971 року. Спочатку міст не був перекинутий через будь-якої водойму, а був побудований на суші в місці між основною частиною міста і Пітсбург Поїнт, в той час півостровом на озеро Хавасу. Після завершення канал Бріджуотер був проритий під мостом, відокремлюючи Піттсбург Поїнт від міста, таким чином створивши острів. В результаті міст тепер перетинає судноплавний шлях між затокою Томпсон (частиною озера Хавасу) на південь від Піттсбург Поїнт і іншою частиною озера Хавасу на північ.
Після того, як міст був побудований, потенційні покупці землі були залучені до відвідування моста і ознайомлення з нерухомістю для продажу. Продажу землі покращилися, і Маккаллох окупив всі свої витрати на покупку і доставку моста.

## Галерея

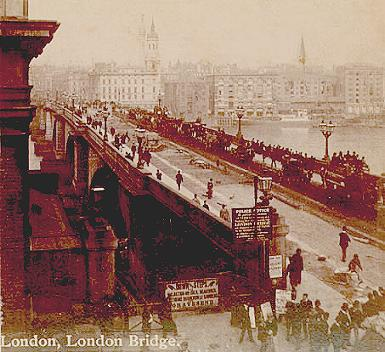
Лондонський міст на початку 1890-х років
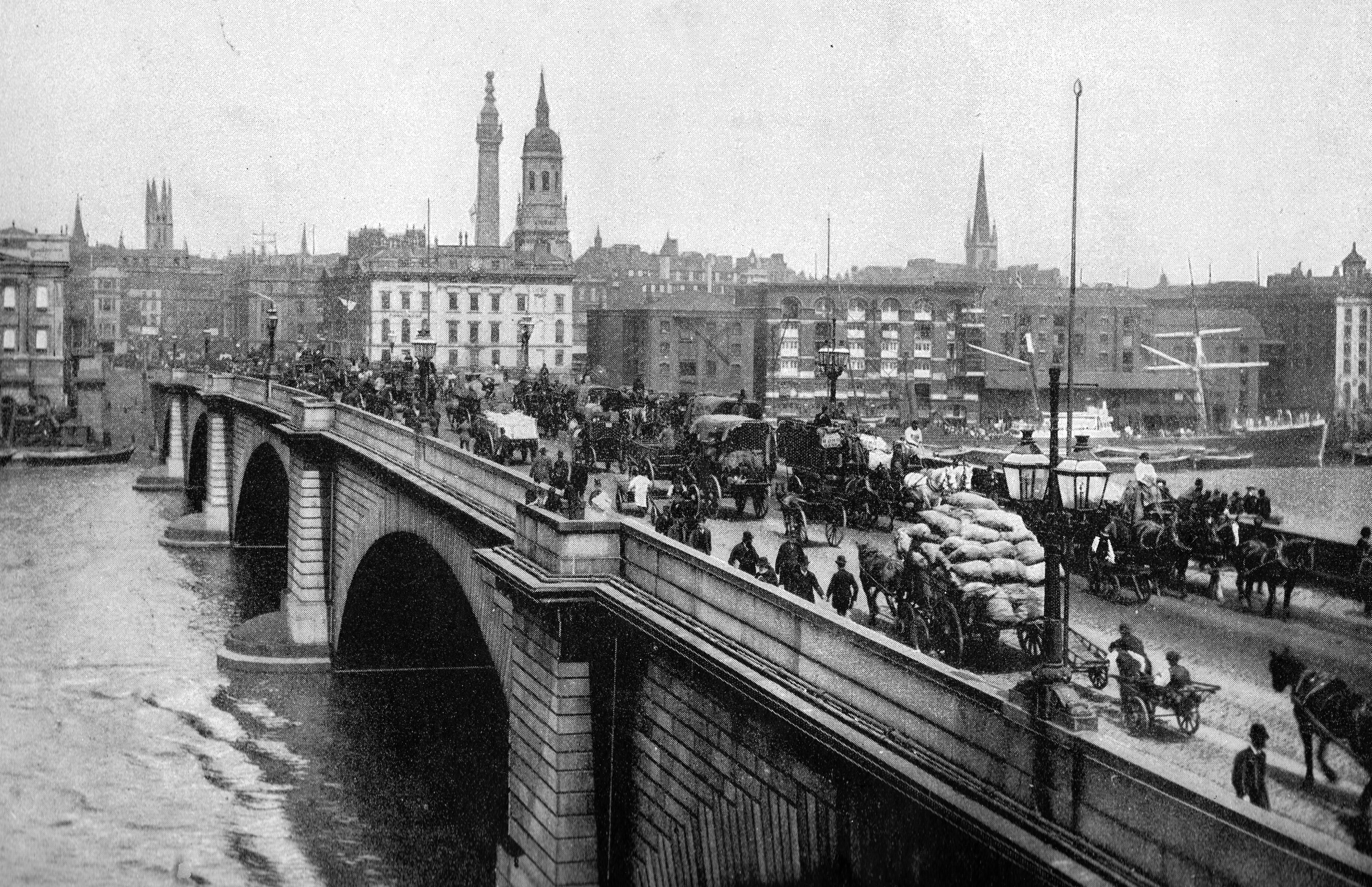
Лондонський міст близько 1900 року з рухом
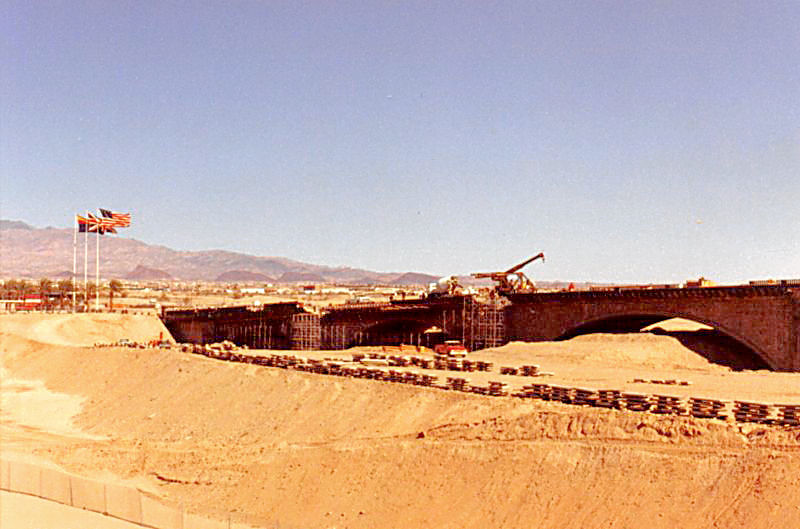
Реконструкція моста на озері Гавасу в березні 1971 р.
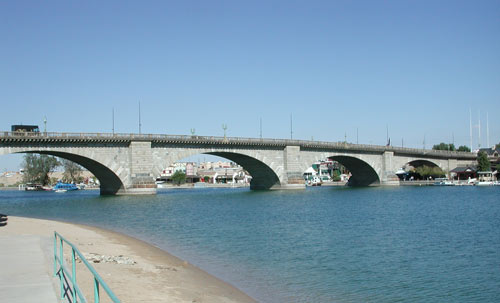
Відновлений Лондонський міст в 2003 році
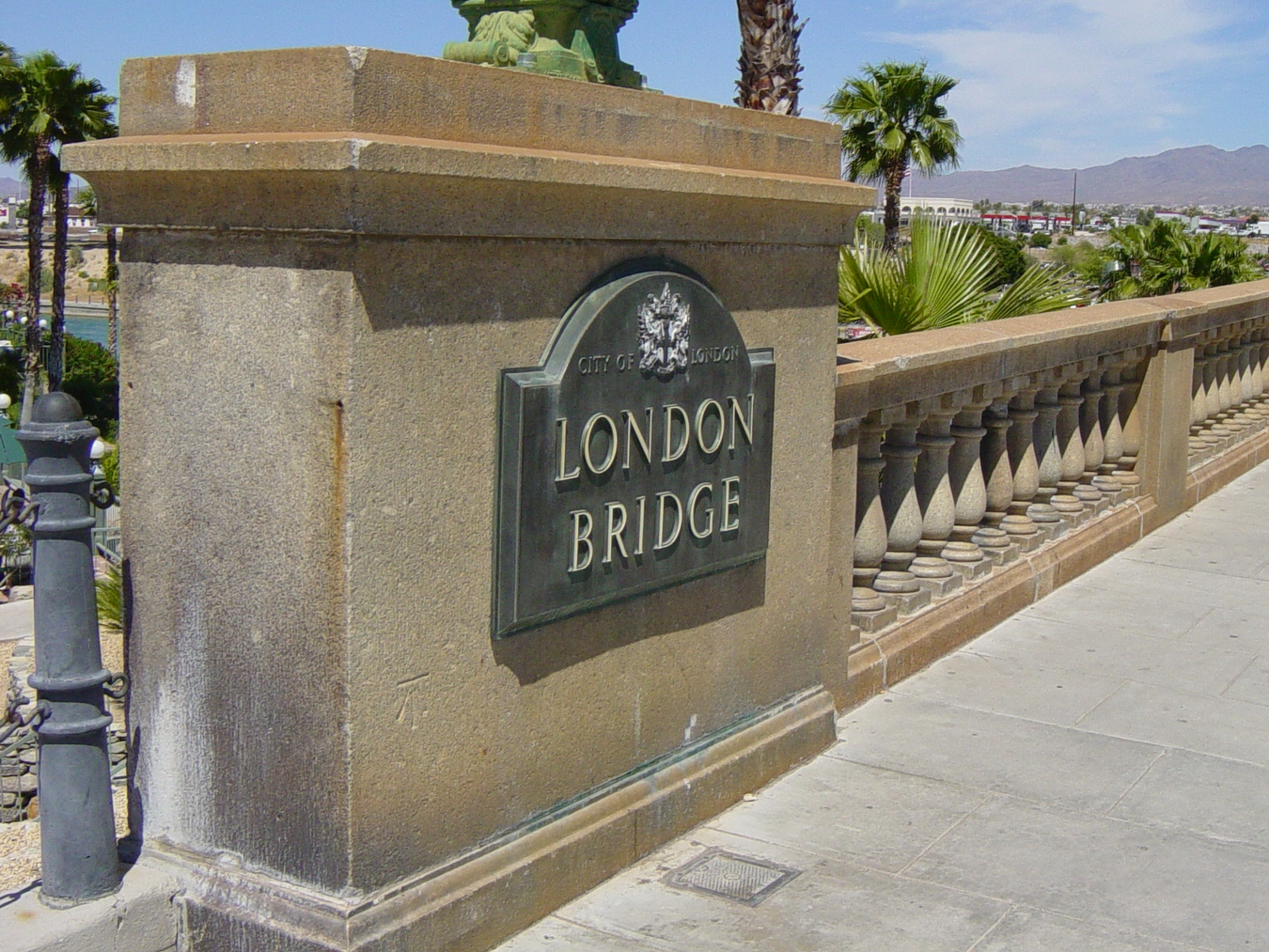
Знак на мосту
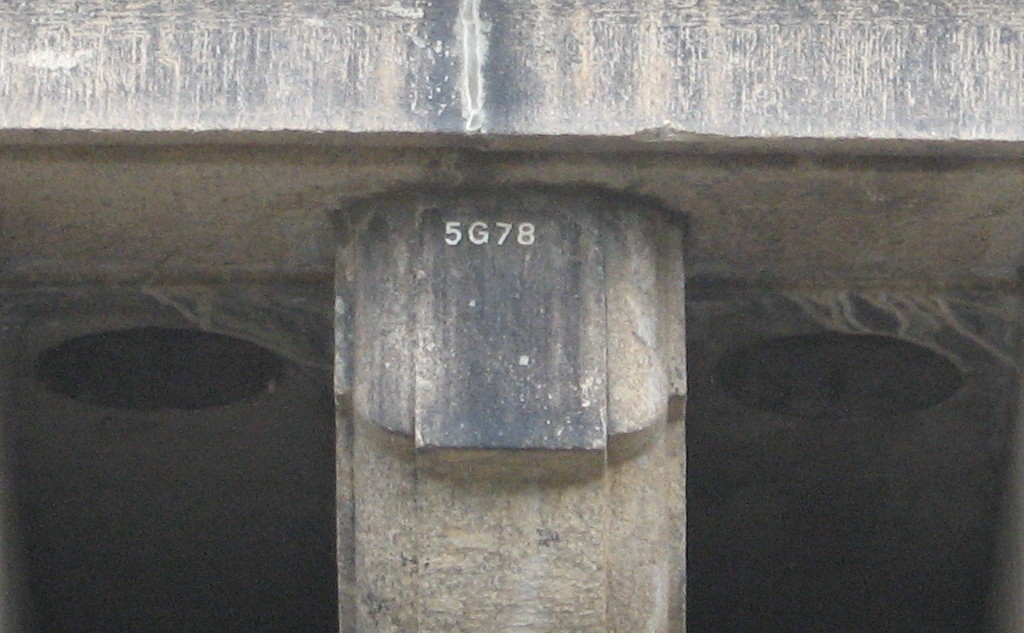
Позначений камінь ще видно
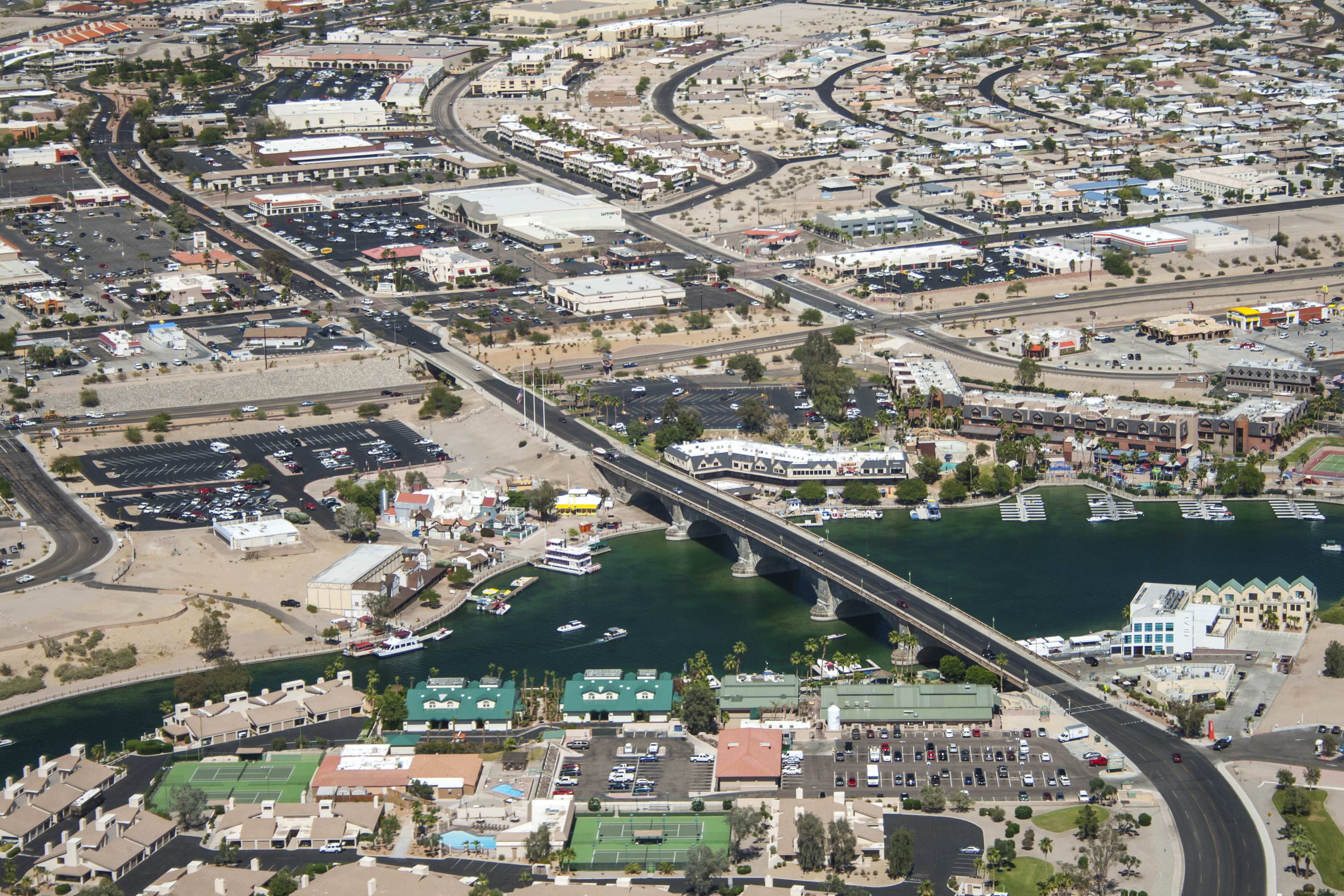
Аерофотозйомка моста в 2011 році

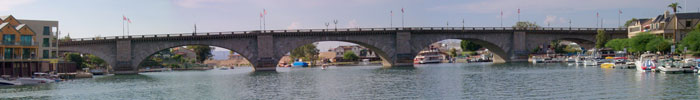
Панорамний вид на весь міст.

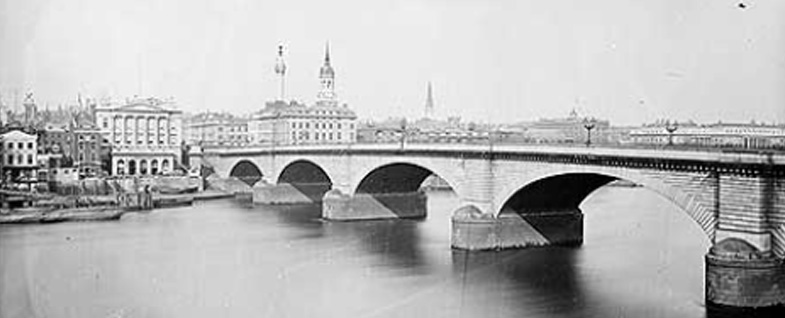
Лондонський міст близько 1870 року, коли він перетинав річку Темзу у Лондоні